# Pałykawiczy (rejon mohylewski)

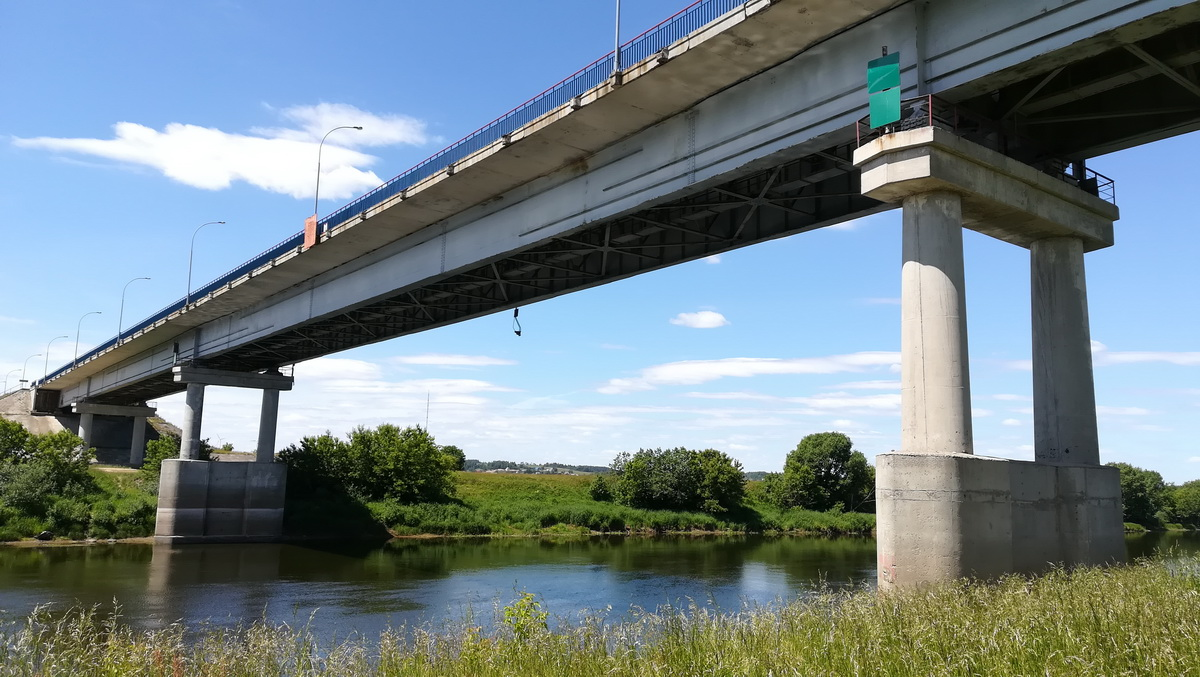
Most nad Dnieprem w Pałykawiczach w ciągu drogi republikańskiej R123

Pałykawiczy (biał. Палыкавічы, Pałykavičy; ros. Полыковичи, pol. hist. Połykowicze) – agromiasteczko na Białorusi, w obwodzie mohylewskim, w rejonie mohylewskim, w sielsowiecie Pałykawiczy, nad Dnieprem i przy drodze republikańskiej R123. Od wschodu graniczy z Mohylewem.

## Historia
Najwcześniejsze informacje o Połykowiczach pochodzą z 1552. W Rzeczypospolitej Obojga Narodów miejscowość leżała w województwie mścisławskim. W 1708 została nadana przez polskie władze współpracownikowi cara Piotra I Aleksandrowi Mienszykowi, który zmienił nazwę wsi na Aleksandrowicze. Nazwa ta jednak nie utrzymała się.
Przyłączone do Rosji w wyniku I rozbioru Polski. W imperium carskim położone były w guberni mohylewskiej, w powiecie mohylewskim. Były wówczas siedzibą wołości Połykowicze. W XIX w. wieś i majątek ziemski należący do Ładomirskich. Istniały tu wówczas dwa promy przez Dniepr.
Następnie wieś leżała w granicach Związku Sowieckiego. Od 1991 w niepodległej Białorusi.

## Źródło
Już przed rozbiorami Połykowicze znane były z istniejącego do dziś źródła wody mineralnej (biał. Палыкавіцкая крыніца), wyróżniającego się stosunkowo wysoką zawartością anionów fluorkowych (0,49 mg/l) i wykorzystywanego w celach leczniczych. W XIX w. przy źródle rozwinął się kult prawosławny i zbudowano kaplicę pw. św. Paraskiewy Piątnicy. Od XIX w. w 8, 9 i 10 piątek po prawosławnej Wielkanocy odprawiano tu nabożeństwa, a do źródła chodziły procesje z Mohylewa. Odwiedzane one było przez wiele znamienitych osobistości, z carem Mikołajem II na czele.
Tradycja uroczystych procesji i modlitw kontynuowana jest również w czasach współczesnych. XIX-wieczna kaplica nie przetrwała do obecnych czasów. W jej miejscu na początku XXI w. zbudowano nową świątynię.

## Ludzie związani z miejscowością
- Aleksander Kułakowski - kapitan Wojska Polskiego, cichociemny